# Saurauia philippinensis
Saurauia philippinensis är en tvåhjärtbladig växtart som beskrevs av Elmer Drew Merrill. Saurauia philippinensis ingår i släktet Saurauia och familjen Actinidiaceae. Inga underarter finns listade i Catalogue of Life.